# 旭日産業
旭日産業株式会社（あさひさんぎょう）は、非鉄金属製品や、工業薬品、金属加工品、合成樹脂製品、住宅機器などを扱う専門商社である。

## 沿革
- 1949年 児玉金作が発起人となり資本金20万円を以って設立、三菱製品の販売に従事
- 1970年 顔料研究所を分離、独立させ別会社とし、アサヒ化成工業株式会社として発足
- 1971年 アサヒ絵具株式会社を設立、油絵具の製造販売を行う
- 1984年 台湾台北市に台湾事務所を開設
- 1990年 マレーシア、クアラルンプールに現地法人を設立
- 1999年 タイ、バンコクに現地法人を設立
- 2000年 中国・青島駐在員事務所を上海に移転し、上海事務所と改称
- 2006年 中国、上海に現地法人を設立（上海旭友貿易有限公司）、インドネシア、ジャカルタに現地法人を設立
- 2009年 アメリカ合衆国、ジョージア州アルファレッタ市に現地法人を設立、ベトナム、ホーチミン市に現地法人を設立[2]

## 事業所
本社本店東京
支店札幌、仙台、北関東(埼玉)、名古屋、大阪、浜松、中四国(広島)、福岡
営業所青森、北東北(盛岡)、郡山、新潟、神奈川、富山、静岡、岡山、山口、南九州(鹿児島)
海外台北支店、マレーシア、タイ、中国(上海)、インドネシア、アメリカ、ベトナム、ミャンマー

## 関連企業
アサヒ化成工業株式会社無機顔料・加工顔料・無機工業薬品の製造
株式会社クサカベ油絵具・水彩絵具・画用液製造及び販売
旭菱チューブ株式会社冷媒用被覆銅管の製造および販売
旭菱チューブ株式会社は、三菱マテリアル株式会社と旭日産業株式会社の共同出資により、平成9年に被覆銅管の製造会社として設立。その後、株式会社神戸製鋼所と三菱マテリアル株式会社の銅管部門が平成16年4月に統合され、株式会社コベルコマテリアル銅管が設立されたことに伴い、被覆銅管の製造販売の全てを三菱マテリアル株式会社より継承。平成17年12月には、旭日産業グループの100%子会社となった。